# 2호 전차
2호 전차(Panzerkampfwagen II 판처캄프바겐 츠바이[*])는 나치 독일이 제2차 세계 대전 동안 개발 및 사용한 경전차이다.
2호 전차는 1932년 7월에 프로토타입 차량이 생산되었으며, 37mm급 전차(3호전차)와 75mm(4호전차)급 전차가 양산되기 전까지는 나치 독일의 주력전차였다. 또한 2호 전차는 독일의 크루프社가 차체를, 벤츠社가 포탑을 제작했다. 하지만 2호 전차는 나치 독일이 굉장히 많이 사용해 먹었는데, 일부는 마르더 2와 베스페 자주포의 차체로 사용되었으며, 바르바로사 작전에는 700대, 노르망디 상륙작전과 노르망디 지역 전투에는 일부가 투입되었다(2호전차 L형 "룩스 Luchs"). 심지어는 1945년 말에 헤처 38(t) 경구축전차와 같이 촬영된 사진도 있을 정도로 굉장히 많이 사용했다.
초기형(A~

## 개요
1934년 3호 전차, 4호 전차의 개발이 늦어지면서 1호 전차와의 갭을 메꾸기 위한 20mm포를 장착한 경전차 개발이 시작되었다. 크루프, MAN, 헨셸 등의 회사가 시제품을 개발하였는데 그중 1호 전차에 기반을 둔 MAN사의 설계가 채택되었으며 시제품, 시험품이었던 A, B형 이후 1937년부터 C형의 생산이 시작되어 전투력으로 자리잡기 시작했다. 전쟁이 발발했던 1939년경에는 독일군이 보유한 전차중에서 가장 많은 숫자를 차지하여 프랑스 공방전까지 실질적인 주력을 담당하고 있었으나 이후 중점이 3호 전차와 4호 전차로 옮겨가면서 1943년에 정찰 전차 용도로 L형이 100여대 생산된 것을 마지막으로 생산이 종료되었다.

## 활약
전쟁 발발 시점에서 이미 구형이었으나, 1939년의 폴란드 침공이나 1940년 프랑스 침공이 시작되었을 때 각각 1,000여 대에 달하는 1호 전차와 2호 전차에 비해 3호 전차나 4호 전차의 숫자는 절대적으로 부족했기 때문에 독일군의 실질적인 주력 전차 역할을 하게 되었다. 1941년 동부전선 개전 이후로는 정찰용, 훈련용으로 쓰이거나 포탑을 제거한 차체를 베스페와 마르더 2로 개조하였다. 이후 전차 생산의 중점이 3호 전차와 4호 전차로 옮겨가면서 2호 전차는 가급적 2선급으로 돌려지거나 북아프리카 전선 등 장비 우선권이 떨어지는 전선에서 활용되었다.

## 타입
시험품은 소문자로 분간했고, 대문자 타입이 실제 생산형이었다.
- Ausf. a.b.c는 시험품. a형은 최초 시험작으로 7.6톤이었고 75대가 만들어졌다. b형은 서스펜션이 달랐고, c형이 가장 양산형에 가까웠다.
- Ausf. A, B, 양산형이었으나, 시험형에 비해 약간의 개조및 개량되었고 소량 생산되었다. 전후 좌우 14.5mm 장갑장착.
- Ausf. C 가 가장 대표적인 양산형으로서 폴란드와 프랑스전에는 주력전차로 참전했고 그 후에는 소련, 아프리카등에서 정찰등의 역할을 맡았다. 장갑판이 얇았던 이유로 폴란드 침공에서 피해가 적지 않았다. 따라서 프랑스전에서는 전면의 장갑판을 업그레이드한 C형이 나타났다. 포탑 전면은 추가 장갑판이 볼트로 고정되어있고, 차체의 전면도 추가장갑이 장착되어있다. 차체의 하부는 둥근 형태이었으나, 장갑을 추가한 C형은 평평한 장갑판을 각진 모양으로 용접이 되어있다. 업그레이드 된 C형 중에서는 커맨더스큐폴라가 장착된 전차도 발견된다. Ausf. c, A, B, C 전부 1113대가량 생산되었다.
- Ausf. D는 리프 스프링을 장착한 C형의 서스펜션을 새로이 토션바 형식으로 바꾼 것이지만, 시험품 소량 생산으로 그쳤다.
- 2호 수중도하전차는 영국 본토 침공 작전인 바다사자 작전때 투입하기 위해서 수륙양용으로 개조된 2호전차이다. 바다사자 작전이 취소되자, 2호 수중도하전차들은 동부전선의 하천 도하용으로 사용되었다.
- Ausf. E는 D형의 개량형이다. D와 E형은 143대가 생산되었다.
- Ausf. F는 마지막 대량생산 타입으로 공장에서부터 두터운 장갑으로 생산되었기 때문에 포탑, 차체 상부, 포탑전면 등에 볼트가 보이지 않는다. 전면은 35mm, 30mm로 증가, 측면은 15mm. 차체상부의 전면은 두터운 장갑판 한장으로 되어있고, 전차장의 큐폴라와 새로 디자인된 운전병의 바이져가 장착되어있다. 러시아전에서 대전차 라이플로 바이져의 방탄유리를 공격해서 운전을 곤란하게 만드는 경우가 많았기 때문에, 운전병의 바이져 옆에는 가짜 바이져가 설치되어서 실제 바이져의 방탄유리로 향하는 탄수가 적어지도록 했다. 업그레이드 된 C형과 마찬가지로 차체하부는 각진형태로 용접되어있다. 중량은 9.5톤으로 증가되었다. 524대가 생산되었고, 43년에는 생산종료되었다.
- Ausf. G(Vk 9.01)는 프로토타입으로 판터나 티거처럼 휠이 겹쳐지는 형식으로(무게를 분산하기 위해서) 만들어졌으나 실전에 투입된 기록은 없고, 포탑은 고정 방어물로 쓰였다. 겹쳐지는 휠은 L형에서 다시 나타난다.
- Ausf. H(Pz.sfl.lc)는 G형의 양산형이 될 계획이었으나 프로토타입만 1대 만들어지고 42년에 취소되었다.5cm pak 38 대전차포 탑재 2호전차.
- Ausf. J는 중장갑형으로 후기형 3호 돌격포나 4호전차처럼 전면 장갑이 80mm이었다. 측면과 후면은 50mm 이었고 중량은 C형의 두배인 18톤까지 다달았고, Maybach HL45P엔진을 장착하여 최고속력은 31km였으나 22대 생산에 그쳤다.20mm Flak 38 기관포 장착.
- Ausf. L "Luchs"은 처음부터 정찰용으로 개발되었고, Luchs(스라소니  lynx:표범과 동물)로 불리었다. D형과 G형에서 응용되었던 토션바 서스펜션으로 험로 주파성을 높혔고 최고속력은 60km에 다달았다. 1943년 가을부터 44년 초까지에 약 100대 정도의 소량생산으로 2호 전차의 생산은 완전히 종료되고 정찰은 비교적 경제적인 4륜, 8륜, 반궤도 장갑차들이 맡게 된다.